# 霜天蛾属
霜天蛾属（学名：Psilogramma）是鱗翅目天蛾科的一属，本属天蛾头部为灰色，胸部背面两侧及后缘有黑框；前翅正面为灰色；腹部侧斑明显，身体腹面为灰白色。

## 下属物种
本属包括以下物种：
- 丁香天蛾 Psilogramma increta Walker, 1864
- Psilogramma jordana Bethune-Baker, 1905
- 霜天蛾 Psilogramma menephron Cramer, 1780